# Trivial Graph Format
Trivial Graph Format («простой формат графов», сокр. TGF) — простой формат файлов, основанный на тексте, для описания графов.

## Пример
Простой граф с 2 узлами и 1 ребром может выглядеть следующим образом:
```
1 Первый узел
2 Второй узел
#
1 2 Ребро между ними

```

## Другие файловые форматы графов
- DOT (язык)
- GraphML — язык описания (иногда упоминается как отдельный формат файлов) графов на основе XML.
- GXL — формат обмена графами, основанный на XML (Официальный сайт)
- GML — ещё один широко используемый формат обмена графами (Официальный сайт)
- XGMML — язык описания графов, основанный на XML, близко связанный с GML (Официальный сайт)